# Cucut formiguer bec-roig
El cucut formiguer bec-roig (Neomorphus pucheranii) és una espècie d'ocell de la família dels cucúlids (Cuculidae) que habita la selva humida del nord-est del Perú i oest del Brasil.